# Ramon Zenhäusern
Ramon Zenhäusern, né le 4 mai 1992 à Bürchen (en Valais), est un skieur alpin suisse spécialisé dans le slalom.
Il remporte la médaille d'or de l'épreuve mixte par équipes avec la Suisse aux Jeux olympiques de PyeongChang 2018 et le titre mondial dans la même discipline à Åre en 2019. 
Troisième de la Coupe du Monde de slalom à l'issue de la saison 2020-2021, après trois années parmi les 6 meilleurs spécialistes du virage court.
Il compte 6 victoires en Coupe du Monde (3 slaloms, 2 City Event et 1 Team Event) et 3 titres de champion de Suisse de slalom.

## Biographie
Il fait ses débuts en Coupe du monde en novembre 2012. Il marque ses premiers points lors de sa cinquième tentative, 22e à Adelboden. Il devient au cours de cet hiver vice-champion du monde junior de slalom au Québec.
Il obtient son premier top 10 en janvier 2016 avec une 7e place à Adelboden et remporte sa première victoire en Coupe du monde le 30 janvier 2018 en finale du City Event de Stockholm, devant Andre Myhrer.
Lors des Jeux olympiques de Pyeongchang, il termine deuxième de l'épreuve du slalom derrière le Suédois André Myhrer et devant l'Autrichien Michael Matt. Il remporte ensuite, le 24 février 2018, le Team Event, slalom parallèle par équipe mixtes avec Wendy Holdener, Denise Feierabend, Daniel Yule et Luca Aerni en battant l'Autriche en finale 3 victoires à 1, pour la première apparition de l'épreuve aux Jeux olympiques.
Lors des championnats du monde 2019, il remporte, avec Wendy Holdener, Aline Danioth et Daniel Yule (ses partenaires de la finale), mais également Andrea Ellenberger, et Sandro Simonet présents en tant que remplaçants et eux aussi médaillés d'or, le titre de champion du monde par équipe. Il est le principal artisan de cette victoire, non seulement en remportant tous ses duels et en signant les trois meilleurs temps sur le parcours parallèle, mais aussi en battant Marco Schwarz de 54 centièmes de seconde dans le dernier duel de la finale opposant son équipe à l'Autriche, permettant à la Suisse de l'emporter au temps à deux victoires partout. La particularité de Ramon Zenhäusern est de dépasser le double mètre, et il se sert à merveille de sa grande taille dans l'exercice particulier du slalom parallèle, sur des parcours courts où les coureurs rentrent littéralement dans les portes en les "boxant" une à une...
Le 19 février, il remporte sa deuxième victoire en Coupe du monde, dans le même évènement que l'année précédente, le City Event de Stockholm, et en battant le même adversaire en finale, Andre Myhrer. Enfin, le 10 mars, à la faveur du meilleur temps en seconde manche (après s'être classé 7e sur le premier tracé), Ramon Zenhäusern remporte le premier slalom de sa carrière sur la piste Podkoren de Kranjska Gora, en repoussant loin les skieurs qui l'accompagnent sur le podium : Henrik Kristoffersen à 1 seconde 15 et Marcel Hirscher à 1 seconde 17.
Lors de la saison 2020-2021, il remporte sa 4e victoire dans le slalom d'Alta Badia, monte sur quatre podiums et termine pour la première fois troisième du classement de la discipline derrière le vainqueur du petit globe Marco Schwarz.
Il devient deux fois consécutives champion de Suisse du slalom en 2021 et 2022.

## Palmarès

### Jeux olympiques
Ramon Zenhäusern a pris part à trois éditions des Jeux olympiques d'hiver. Lors de l'édition 2014, il ne prend part qu'à l'épreuve du slalom et y termine 19e avec le dossard 37. Lors de l'édition 2018, en tant qu'outsider, il parvient à remporter la médaille d'argent en slalom derrière le Suédois Andre Myhrer en réalisant notamment le second temps de la seconde manche, après une neuvième place en première manche. Il devient le premier Suisse à monter sur un podium olympique en slalom depuis Edi Reinalter en 1948. Enfin, il remporte avec l'équipe de Suisse l'épreuve par équipes pour sa première apparition dans un programme olympique.
| Édition / Épreuve   | Descente | Super-G | Slalom géant | Slalom | Super combiné | Par équipes |
| ------------------- | -------- | ------- | ------------ | ------ | ------------- | ----------- |
| JO 2014 Sotchi      | —        | —       | —            | 19e    | —             | —           |
| JO 2018 Pyeongchang | —        | —       | —            | Argent | —             | Or          |
| JO 2022 Pékin       | —        | —       | —            | 12e    | —             | —           |

Légende :
- : première place, médaille d'or
- : deuxième place, médaille d'argent
- — : Ramon Zenhäusern n'a pas participé à cette épreuve

### Championnats du monde
Ramon Zenhäusern a pris part à trois éditions des Championnats du monde. Lors des éditions 2013 et 2017, il abandonne à chaque reprise en slalom. En 2019, il est tout près de monter le podium en slalom mais finit cinquième à seulement vingt centièmes de seconde du podium, mais apporte le titre mondial à l'équipe de Suisse dans l'épreuve par équipes en remportant toutes ses manches.
| Édition / Épreuve               | Descente | Super-G | Slalom géant | Slalom  | Super combiné | Par équipes |
| ------------------------------- | -------- | ------- | ------------ | ------- | ------------- | ----------- |
| Mondiaux 2013 Schladming        | —        | —       | —            | Abandon | —             | —           |
| Mondiaux 2017 Saint-Moritz      | —        | —       | —            | Abandon | —             | —           |
| Mondiaux 2019 Åre               | —        | —       | —            | 5e      | —             | Or          |
| Mondiaux 2021 Cortina d'Ampezzo | —        | —       | —            | 11e     | —             | —           |

Légende :
- : première place, médaille d'or
- — : Ramon Zenhäusern n'a pas participé à cette épreuve

### Coupe du monde
- Meilleur classement général : 10 en 2023.
- 14 podiums dont 7 victoires (4 en slalom, 2 en City Event et 1 en Team Event)

#### Victoires
| Saison    | Slalom          | City Event | Team Event | Total |
| --------- | --------------- | ---------- | ---------- | ----- |
| 2017-2018 |                 | Stockholm  |            | 1     |
| 2018-2019 | Kranjska Gora   | Stockholm  | Soldeu     | 3     |
| 2020-2021 | Alta Badia      |            |            | 1     |
| 2022-2023 | Chamonix Soldeu |            |            | 2     |
| Total     | 4               | 2          | 1          | 7     |

#### Classements par saison
| Saison / Classement | Général | Général | Descente | Descente | Super G | Super G | Slalom géant | Slalom géant | Slalom | Slalom | Combiné | Combiné |
| Saison / Classement | Class.  | Points  | Class.   | Points   | Class.  | Points  | Class.       | Points       | Class. | Points | Class.  | Points  |
| ------------------- | ------- | ------- | -------- | -------- | ------- | ------- | ------------ | ------------ | ------ | ------ | ------- | ------- |
| 2012-2013           | 110e    | 19      | -        | -        | -       | -       | -            | -            | 44e    | 19     | -       | -       |
| 2013-2014           | 110e    | 21      | -        | -        | -       | -       | -            | -            | 39e    | 21     | -       | -       |
| 2014-2015           | 110e    | 29      | -        | -        | -       | -       | -            | -            | 36e    | 29     | -       | -       |
| 2015-2016           | 82e     | 84      | -        | -        | -       | -       | -            | -            | 26e    | 84     | -       | -       |
| 2016-2017           | 71e     | 94      | -        | -        | -       | -       | -            | -            | 26e    | 94     | -       | -       |
| 2017-2018           | 26e     | 326     | -        | -        | -       | -       | -            | -            | 6e     | 326    | -       | -       |
| 2018-2019           | 14e     | 521     | -        | -        | -       | -       | -            | -            | 4e     | 521    | -       | -       |
| 2019-2020           | 23e     | 323     | -        | -        | -       | -       | -            | -            | 4e     | 323    | -       | -       |
| 2020-2021           | 13e     | 503     | -        | -        | -       | -       | -            | -            | 3e     | 503    | -       | -       |
| 2021-2022           | 66e     | 118     | -        | -        | -       | -       | -            | -            | 25e    | 118    | -       | -       |
| 2022-2023           | 10e     | 467     | -        | -        | -       | -       | -            | -            | 3e     | 467    | -       | -       |

### Universiades
Il est médaillé d'or sur le slalom en 2015 à Štrbské Pleso.

### Coupe d'Europe
- 9 podiums, dont 3 victoires (en slalom).

En date de février 2019
| Saison/Classement | Général | Général | Slalom géant | Slalom géant | Slalom | Slalom | City Event | City Event |
| Saison/Classement | Class.  | Points  | Class.       | Points       | Class. | Points | Class.     | Points     |
| ----------------- | ------- | ------- | ------------ | ------------ | ------ | ------ | ---------- | ---------- |
| 2011-2012         | 147e    | 34      | -            | -            | 62e    | 26     | 17e        | 8          |
| 2012-2013         | 39e     | 202     | -            | -            | 13e    | 202    | 17e        | 8          |
| 2013-2014         | 54e     | 169     | -            | -            | 17e    | 169    | -          | -          |
| 2014-2015         | 44e     | 193     | -            | -            | 11e    | 193    | -          | -          |
| 2015-2016         | 5e      | 498     | 76e          | 3            | 2e     | 495    | -          | -          |
| 2016-2017         | 28e     | 273     | 71e          | 4            | 6e     | 269    | -          | -          |
| 2017-2018         | 33e     | 232     | -            | -            | 10e    | 232    | -          | -          |

| Saison    | Slalom      | Total |
| --------- | ----------- | ----- |
| 2015-2016 | Hemsedal    | 1     |
| 2016-2017 | San Candido | 1     |
| 2017-2018 | Fjätervålen | 1     |
| Total     | 3           | 3     |

### Championnats du monde junior
| Édition / Épreuve                      | Descente | Super G | Slalom géant | Slalom | Super combiné |
| -------------------------------------- | -------- | ------- | ------------ | ------ | ------------- |
| Mondiaux juniors 2012 Mont Sainte-Anne | —        | —       | —            | 17e    | —             |
| Mondiaux juniors 2013 Roccaraso        | —        | —       | —            | Argent | —             |

### Championnats de Suisse
Champion de slalom 2018 
 Champion de slalom 2021
 Champion de slalom 2022
 Vice-champion de slalom 2012
 Vice-champion de slalom 2016
 Vice-champion de slalom 2019